# Riccardo Scamarcio
Riccardo Scamarcio (Trani, 1979. november 13. –) olasz film-, televíziós- és színházi színész, forgatókönyvíró és producer.

## Élete és pályafutása
Traniban született, Irene Petrafesa festő és Emilio Scamarcio fiaként. A római Centro Sperimentale di Cinematografia színiiskolában tanult. 
Színészi pályafutását a 2000-es évek elején kezdte el. Leginkább az olasz filmművészet alkotásaiban tűnt fel, de szerepelt olyan, nemzetközileg is sikeres alkotásokban, mint a John Wick: 2. felvonás, Az ételművész, Az otthon melege, vagy a Szeánsz Velencében.

## Filmográfia

### Film

#### Író és producer
| Év   | Magyar cím            | Eredeti cím                     | Feladatkör | Feladatkör | Feladatkör |
| Év   | Magyar cím            | Eredeti cím                     | Író        | Producer   |            |
| ---- | --------------------- | ------------------------------- | ---------- | ---------- | ---------- |
| 2016 |                       | Pericle                         | Nem        | Igen       |            |
| 2020 | Hűtlen pasik          | Gli infedeli                    | Igen       | Igen       |            |
| 2020 | A déli átok           | Il legame                       | Nem        | Igen       |            |
| 2021 | Az utolsó Paradiso    | L'ultimo paradiso               | Igen       | Igen       |            |
| 2022 |                       | L'ombra del giorno              | Nem        | Igen       |            |
| 2024 | Verseny a győzelemért | Race for Glory: Audi vs. Lancia | Igen       | Igen       |            |

#### Színész
| Év   | Magyar cím                     | Eredeti cím                              | Szerep                             | Magyar hang          |
| ---- | ------------------------------ | ---------------------------------------- | ---------------------------------- | -------------------- |
| 2003 | Szépséges fiatalság            | La meglio gioventù                       | Andrea Utano                       |                      |
| 2003 |                                | Prova a volare                           | Alessandro                         |                      |
| 2003 | Most, vagy soha!               | Ora o mai più                            | Biri                               | Papp Dániel          |
| 2004 |                                | Tre metri sopra il cielo                 | Stefano Mancini                    |                      |
| 2005 | A tökéletes pasi               | L'uomo perfetto                          | Antonio                            |                      |
| 2005 | Texas                          | Texas                                    | Gianluca                           |                      |
| 2005 | Bűnügyi regény                 | Romanzo Criminale                        | Il Nero                            |                      |
| 2007 |                                | Manual of Love 2                         | Nicola                             |                      |
| 2007 | Kívánlak                       | Ho voglia di te                          | Stefano Mancini                    |                      |
| 2007 | Testvérem egyedüli gyerek      | Mio fratello è figlio unico              | Manrico Benassi                    |                      |
| 2007 |                                | Go Go Tales                              | Dr. Steven                         |                      |
| 2008 | Első pillantásra               | Colpo d'occhio                           | Adrian Scala                       |                      |
| 2009 |                                | Italians                                 | Marcello Polidori / Walter LoRusso |                      |
| 2009 | Az Éden nyugatra van           | Eden à l'Ouest                           | Elias                              |                      |
| 2009 |                                | Il grande sogno                          | Nicola                             |                      |
| 2009 |                                | La prima linea                           | Sergio Segio                       |                      |
| 2009 | A mumus                        | L'uomo nero                              | Pinuccio                           |                      |
| 2010 | Szerelem, pasta, tenger        | Mine vaganti                             | Tommaso Cantone                    |                      |
| 2011 |                                | Polisse                                  | Francesco                          |                      |
| 2011 |                                | Manuale d'amore 3                        | Roberto                            |                      |
| 2012 | Rómának szeretettel            | To Rome with Love                        | szállodai tolvaj (cameo)           | eredeti nyelven      |
| 2012 |                                | Il rosso e il blu                        | Giovanni Prezioso professzor       |                      |
| 2012 |                                | Cosimo e Nicole                          | Cosimo                             |                      |
| 2013 |                                | Una piccola impresa meridionale          | Arturo                             |                      |
| 2013 | Gibraltár                      | Gibraltar                                | Mario / Claudio Pasco Lanfredi     |                      |
| 2013 | Harmadik fél                   | Third Person                             | Marco                              | Király Dániel        |
| 2014 | Egy jó fiú                     | Un ragazzo d'oro                         | Davide Bias                        |                      |
| 2014 | Effie Gray                     | Effie Gray                               | Raffaele                           |                      |
| 2014 | Pasolini                       | Pasolini                                 | Ninetto Davoli                     |                      |
| 2015 | Csodálatos Boccaccio           | Maraviglioso Boccaccio                   | Gentile Carisendi                  |                      |
| 2015 | Páros megváltás                | Nessuno si salva da solo                 | Gaetano                            | Sarádi Zsolt         |
| 2015 |                                | La prima luce                            | Marco Mauri                        |                      |
| 2015 |                                | Io che amo solo te                       | Damiano Scagliusi                  |                      |
| 2015 | Az ételművész                  | Burnt                                    | Max                                | Dányi Krisztián      |
| 2016 |                                | Pericle                                  | Pericle                            |                      |
| 2016 |                                | La verità sta in cielo                   | Enrico De Pedis                    |                      |
| 2016 |                                | Ali and Nino                             | Melik Nakahararyan                 |                      |
| 2016 |                                | La cena di Natale                        | Damiano Scagliusi                  |                      |
| 2017 |                                | Dalida                                   | Orlando                            |                      |
| 2017 | John Wick: 2. felvonás         | John Wick: Chapter 2                     | Santino D'Antonio                  | Szatmári Attila      |
| 2018 | Silvio és a többiek            | Loro                                     | Sergio Morra                       | Varga Gábor          |
| 2018 | Ősember – Kicsi az ős, de hős! | Early Man                                | Öcsi (olasz hangja)                | Szatory Dávid        |
| 2018 | Az otthon melege               | Welcome Home                             | Federico                           | Crespo Rodrigo       |
| 2018 |                                | Euphoria                                 | Matteo                             |                      |
| 2018 |                                | Les Estivants                            | Luca                               |                      |
| 2018 |                                | Il testimone invisibile                  | Adriano Doria                      |                      |
| 2018 |                                | Cosa fai a Capodanno?                    | Valerio                            |                      |
| 2019 | Nem vagyok gyilkos             | Non sono un assassino                    | Francesco Prencipe                 | Barabás Kiss Zoltán  |
| 2019 | Milyen jó lenne!               | Magari                                   | Carlo                              |                      |
| 2019 |                                | Il ladro di giorni                       | Vincenzo De Benedettis             |                      |
| 2019 | Teljes titoktartás             | Les Traducteurs                          | Dario Farelli                      | Varga Gábor          |
| 2019 | A könyörtelen                  | Lo spietato                              | Santo Russo                        |                      |
| 2020 | Hűtlen pasik                   | Gli infedeli                             | Lorenzo                            |                      |
| 2020 | A déli átok                    | Il legame                                | Francesco                          |                      |
| 2021 | Az utolsó Paradiso             | L'ultimo paradiso                        | Ciccio Paradiso / Antonio Paradiso |                      |
| 2021 |                                | Tre piani                                | Lucio Polara                       |                      |
| 2021 | A katolikus iskola             | La scuola cattolica                      | Raffaele Guido                     | Galambos Péter       |
| 2022 |                                | L'ombra del giorno                       | Luciano Traini                     |                      |
| 2022 | Ahol az élet kezdődik          | Tu choisiras la vie                      | Elio De Angelis                    |                      |
| 2022 |                                | Quasi orfano                             | Valentino                          |                      |
| 2022 | Caravaggio árnyéka             | L'ombra di Caravaggio                    | Caravaggio                         | Széles Tamás         |
| 2023 | Szeánsz Velencében             | A Haunting in Venice                     | Vitale Portfoglio                  | Pál András           |
| 2023 |                                | Te l’avevo detto                         | Riccardo                           |                      |
| 2024 | Verseny a győzelemért          | Race for Glory: Audi vs. Lancia          | Cesare Fiorio                      | Szabó Sipos Barnabás |
| 2024 | Hat testvér                    | Sei fratelli                             | Marco                              | Kálid Artúr          |
| 2024 |                                | Modì – Tre giorni sulle ali della follia | Amedeo Modigliani                  |                      |
| 2024 | Az éj leple alatt              | Svaniti nella notte                      | Pietro Torre                       | Varga Gábor          |
| 2024 |                                | Muori di lei                             | Luca                               |                      |

### Televízió
| Év   | Magyar cím                       | Eredeti cím             | Szerep            | Megjegyzések |
| ---- | -------------------------------- | ----------------------- | ----------------- | ------------ |
| 2001 |                                  | Compagni di scuola      | Michele Reale     | 26 epizód    |
| 2006 | Fekete nyíl                      | La freccia nera         | Marco di Monforte | 6 epizód     |
| 2011 |                                  | Il segreto dell'acqua   | Angelo Caronia    | 6 epizód     |
| 2015 |                                  | London Spy              | Dopplergänger     | 1 epizód     |
| 2017 | Master of None – Majdnem elég jó | Master of None          | Pino              | 3 epizód     |
| 2018 |                                  | Liberi sognatori        | Antonio Montinaro | 1 epizód     |
| 2018 |                                  | The Woman in White      | Fosco gróf        | 5 epizód     |
| 2021 | Maradona: Áldott álom            | Maradona, sueño bendito | Carmine Giuliano  | 1 epizód     |